# Kilin Ildikó
Kilin Ildikó (Nagyvárad, 1943. október 3. –) bábszínésznő.

## Életpályája
1968–1984 között a Nagyváradi Állami Bábszínház művésze volt. 1970-ben végezte el Bukarestben a Bábfőiskolát. 1984-től Magyarországon él. 1984–1990 között több bábfilmben is szerepelt. 1984–1992 között a budapesti Állami Bábszínházhoz dolgozott. 1992–1996 között a Kolibri Színházban tevékenykedett. 1992-től szabadúszó színművész. 1996-tól a Mezei Mária Szeret-Színház Tenyérnyi Színpadán dolgozik; a színház művészeti igazgatója.

## Színházi szerepei
- Babits Mihály: Fortissimo
- Ignácz Rózsa: Csipkerózsika – Rózsa
- Jékely Zoltán: Toldi – Kánya
- Károlyi Amy: Hófehérke és a hét törpe – Jujdejó törpe
- Pehr: Rosszcsont Peti
- Tarahovszkaja: A csuka parancsára – Nagymamuska
- Békés Pál: A játékdoboz
- Ignácz Rózsa: Tündér Ibrinkó – Lunga; Bárányka
- Betlehemes játék, Profán misztérium – Menyhért király
- Tóth Eszter: Három kismalac – Pufi
- Viharmadár
- Anna Frank naplója

## Bábfilmjei
- Kis Pék Peti (1985)
- Tapsikáné fülönfüggője (1985)
- Csillagvitéz (1987)
- Vili, a veréb (1989)[2]
- Süni és barátai (1996)

## Előadóestjei
- Kocsis István: Déryné - monodráma
- Az Éden kristályfái - erdélyi költők és írók írásai
- Nézz le rám, Uram
- Saint-Exupéry: A kis herceg
- Vidám percek Mollini bűvésszel

## Gyermekműsorai
- Csipike, a törpe (báb)
- Négy évszak (báb és élő)
- Íróasztalmese (báb és élő)
- Varázsgömb
- Mesetáska